# Береговое (Краснодарский край)
Берегово́е — село в муниципальном образовании город-курорт Геленджик Краснодарского края. Входит в состав Пшадского сельского округа. 

## География
Селение расположено на левом берегу реки Пшада, в его нижнем течении. Находится в 38 км к юго-востоку от Геленджика и в 7 км к юго-западу от центра сельского округа — Пшада. Расстояние до побережья Чёрного моря составляет около 4 км. Через село проходит автомобильная дорога, ведущая к побережью — в Криницу и далее в Бетту. 
Граничит с землями населённых пунктов: Криница на юге, Широкая Пшадская Щель на северо-западе и Пшада на северо-востоке. 
Рельеф местности преимущественно гористо-холмистый, с резкими перепадами относительных высот. Средние высоты на территории села составляют 117 метров над уровнем моря.

## История

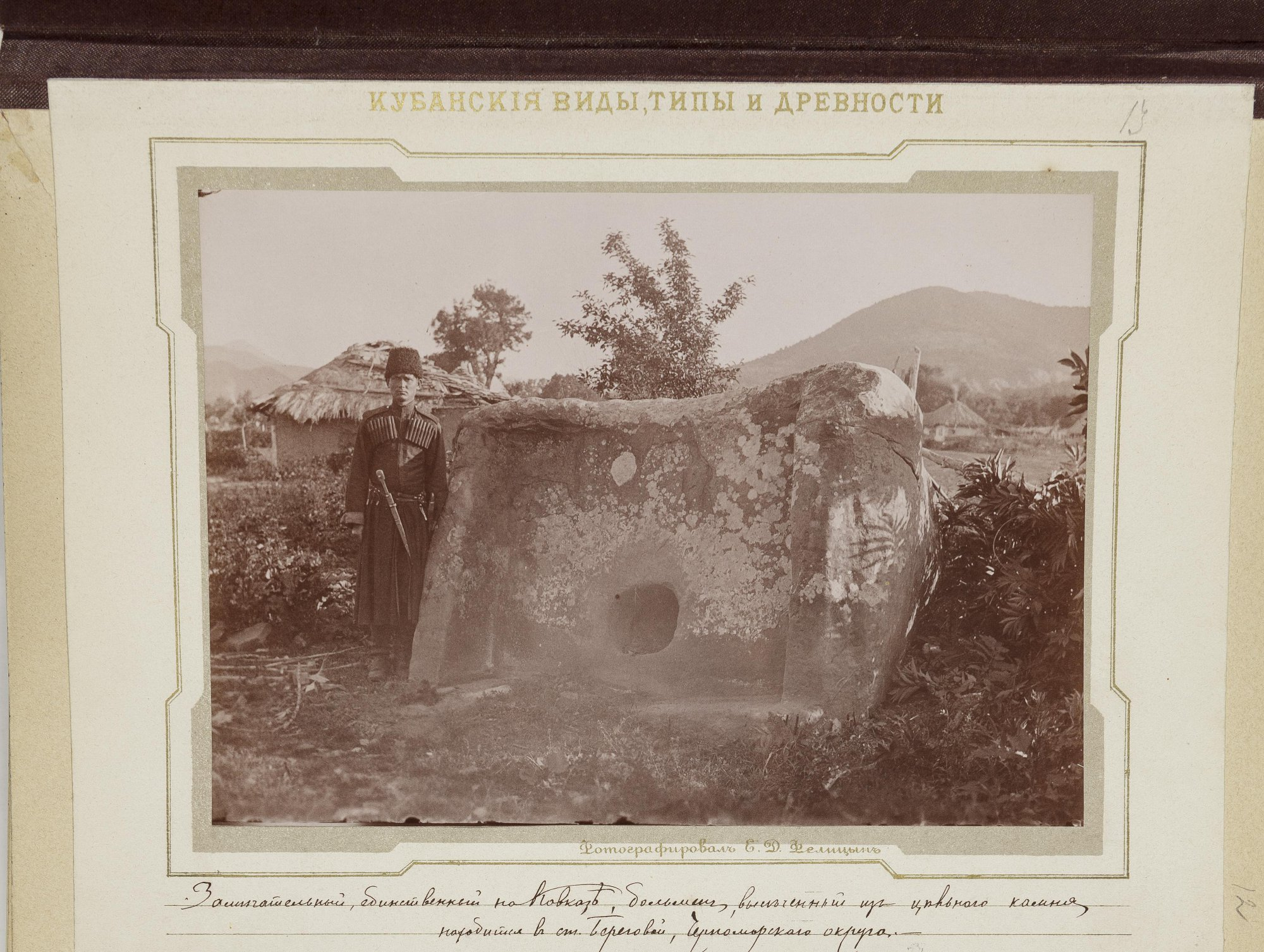
Станица Береговая. Уникальный дольмен, высеченный из цельного камня. Фото Фелицына Е.Д., 1880-е гг.

Населённый пункт был основан как станица Береговая в 1864 году, в устье реки Пшада. Первоначально здесь было поселено 50 семей. 
В 1870 году станица Береговая была преобразована в деревню и перечислена в гражданское ведомство. 
В 1880-х годах район станицы исследовал историк-кавказовед Фелицын Е.Д., изучавший древние сооружения — дольмены.
В 1894 году деревня Береговая получила статус села. 
К 1916 году в селе Береговое имелась почтово-телеграфная контора, ссудо-сберегательное товарищество, потребительская лавка. Сообщение с Михайловским Перевалом и Геленджиком осуществлялось на почтовых перекладных или на лодках, которые довозили до Джанхота и Криницы. 
На 1917 год село Береговое числилось в составе Новороссийского округа Черноморской губернии. 
С мая 1920 года село Береговое входило в Геленджикскую волость Черноморского округа. На 1923 год село входило в Геленджикский район Черноморского округа. 
В январе 1934 года образован Береговой сельсовет, состоявший из одного населённого пункта — села Берегового.
До 1937 года Береговой сельсовет входил в состав Геленджикского района Азово-Черноморского края. 
Затем Береговой сельсовет был упразднён, а село Береговое передано в Пшадский сельсовет Геленджикского района Краснодарского края. 
С 10 марта 2004 года село Береговое в составе Пшадского сельского округа муниципального образования город-курорт Геленджик.

## Население
| 2002 | 2010  |
| ---- | ----- |
| 1085 | ↗1153 |